# Накуру (езеро)
Езерото Накуру е национален парк, който се намира в западната част на Кения. Площта му е 188 кв. км и е открит през 1961 г.
Представлява резерват за птици. Неговите солени води привличат огромни ята розови фламинго, които се хранят с растящите в езерото водорасли. Има и още 400 вида установени вида обитатели, към които спадат кормораните, сините рибарчета, пеликаните и още много други птици хранещи се с риба. В рамките на парка живеят и бозайници като хипопотамът, импалата и блатната африканска антилопа.